# Dwight Helminen
Pour les articles homonymes, voir Helminen.
Dwight Helminen (né le 22 juin 1983 à Hancock dans l'État du Michigan aux États-Unis) est un joueur professionnel américain de hockey sur glace. Il évoluait au poste de centre.

## Biographie
Il est repêché par les Oilers d'Edmonton, au 244e rang, lors du huitième tour du repêchage d'entrée dans la LNH 2002. 
Évoluant à ce moment pour les Wolverines de l'Université du Michigan, les Oilers échangent en mars 2004 les droits sur Helminen aux Rangers de New York en compagnie du gardien de but Stephen Valiquette et de deux choix de repêchage contre Petr Nedvěd et Jussi Markkanen. Professionnel depuis la saison 2004-2005, il s'est aligné avec le Wolf Pack de Hartford, équipe affiliée aux Rangers dans la LAH durant trois saisons. Sans avoir joué de matchs dans la LNH avec les Rangers, il rejoint en 2007-2008 le JYP Jyväskylä dans la SM-liiga en Finlande.
Il retourne en Amérique du Nord durant l'été 2008 en signant avec les Hurricanes de la Caroline. Il fait ses débuts dans la LNH avec cette équipe durant la saison 2008-2009. La saison suivante, il signe avec les Sharks de San José. Après une nouvelle saison en Finlande avec les Pelicans Lahti et une demi-saison en deuxième division tchèque avec le Piráti Chomutov, il rejoint les Wings de Kalamazoo dans l'ECHL avant de se retirer.

## Statistiques

### En club
| Saison     | Équipe                             | Ligue      |    | Saison régulière | Saison régulière | Saison régulière | Saison régulière | Saison régulière |   | Séries éliminatoires | Séries éliminatoires | Séries éliminatoires | Séries éliminatoires | Séries éliminatoires |
| Saison     | Équipe                             | Ligue      | PJ | B                | A                | Pts              | Pun              | PJ               | B | A                    | Pts                  | Pun                  |                      |                      |
| 1999-2000  | U.S. National Development Team U18 | NAHL       | 30 | 7                | 10               | 17               | 8                | -                | - | -                    | -                    | -                    |                      |                      |
| 1999-2000  | U.S. National Development Team     | USHL       | 30 | 5                | 7                | 12               | 10               | -                | - | -                    | -                    | -                    |                      |                      |
| 2000-2001  | U.S. National Development Team U18 | NAHL       | 1  | 0                | 1                | 1                | 2                | -                | - | -                    | -                    | -                    |                      |                      |
| 2000-2001  | U.S. National Development Team     | USHL       | 24 | 12               | 7                | 19               | 8                | -                | - | -                    | -                    | -                    |                      |                      |
| 2001-2002  | Université du Michigan             | CCHA       | 39 | 10               | 8                | 18               | 10               | -                | - | -                    | -                    | -                    |                      |                      |
| 2002-2003  | Université du Michigan             | CCHA       | 39 | 17               | 16               | 33               | 34               | -                | - | -                    | -                    | -                    |                      |                      |
| 2003-2004  | Université du Michigan             | CCHA       | 41 | 17               | 12               | 29               | 4                | -                | - | -                    | -                    | -                    |                      |                      |
| 2004-2005  | Wolf Pack de Hartford              | LAH        | 41 | 2                | 7                | 9                | 10               | -                | - | -                    | -                    | -                    |                      |                      |
| 2004-2005  | Checkers de Charlotte              | ECHL       | 28 | 5                | 16               | 21               | 10               | 15               | 7 | 3                    | 10                   | 2                    |                      |                      |
| 2005-2006  | Wolf Pack de Hartford              | LAH        | 77 | 32               | 23               | 55               | 40               | 13               | 3 | 5                    | 8                    | 10                   |                      |                      |
| 2006-2007  | Wolf Pack de Hartford              | LAH        | 80 | 15               | 24               | 39               | 32               | 7                | 1 | 1                    | 2                    | 2                    |                      |                      |
| 2007-2008  | JYP Jyväskylä                      | SM-liiga   | 52 | 20               | 25               | 45               | 10               | 6                | 3 | 3                    | 6                    | 0                    |                      |                      |
| 2008-2009  | River Rats d'Albany                | LAH        | 54 | 15               | 15               | 30               | 26               | -                | - | -                    | -                    | -                    |                      |                      |
| 2008-2009  | Hurricanes de la Caroline          | LNH        | 23 | 1                | 1                | 2                | 0                | 1                | 0 | 0                    | 0                    | 0                    |                      |                      |
| 2009-2010  | Sharks de Worcester                | LAH        | 74 | 12               | 10               | 22               | 16               | 2                | 0 | 0                    | 0                    | 0                    |                      |                      |
| 2009-2010  | Sharks de San José                 | LNH        | 4  | 1                | 0                | 1                | 0                | 7                | 1 | 0                    | 1                    | 4                    |                      |                      |
| 2010-2011  | Pelicans Lahti                     | SM-liiga   | 60 | 12               | 16               | 28               | 40               | 4                | 3 | 0                    | 3                    | 0                    |                      |                      |
| 2011-2012  | Piráti Chomutov                    | 1. liga    | 24 | 4                | 14               | 18               | 6                | -                | - | -                    | -                    | -                    |                      |                      |
| 2011-2012  | Wings de Kalamazoo                 | ECHL       | 20 | 7                | 11               | 18               | 6                | 14               | 5 | 7                    | 12                   | 2                    |                      |                      |
| 2012-2013  | Wings de Kalamazoo                 | ECHL       | 3  | 0                | 1                | 1                | 2                | -                | - | -                    | -                    | -                    |                      |                      |
| Totaux LNH | Totaux LNH                         | Totaux LNH | 27 | 2                | 1                | 3                | 0                | 8                | 1 | 0                    | 1                    | 4                    |                      |                      |

### En équipe nationale
| Année | Équipe         | Compétition                  |   | PJ | B | A | Pts | Pun      |  | Résultat |
| 2001  | États-Unis U18 | Championnat du monde -18 ans | 6 | 3  | 5 | 8 | 0   | 6e place |  |          |
| 2002  | États-Unis U20 | Championnat du monde junior  | 7 | 1  | 0 | 1 | 2   | 5e place |  |          |
| 2003  | États-Unis U20 | Championnat du monde junior  | 7 | 1  | 3 | 4 | 2   | 4e place |  |          |

## Trophées et honneurs personnels
- 2003-2004 : nommé meilleur attaquant défensif de la CCHA.